# 水野忠春
水野 忠春（みずの ただはる）は、江戸時代前期の大名。三河岡崎藩の第2代藩主。忠元系水野家3代。水野忠善の長男。

## 生涯
慶安4年（1651年）、将軍・徳川家綱に御目見し、承応3年（1654年）に任官する。延宝4年（1676年）、父・忠善の死により家督を相続する。天和元年（1681年）、奏者番兼寺社奉行に任じられ、貞享2年（1685年）まで勤めた（途中、貞享元年（1684年）には大坂城代も兼任）。元禄5年（1692年）、江戸において死去した。長男の忠直が早世していたため、跡は次男の忠盈が継いだ。
墓所は茨城県結城市大字山川新宿の山川水野家墓所（菩提寺の旧万松寺内にあった墓所で初代忠元から11代忠邦までの11基の墓のみが残る）。

## 系譜
父母
- 水野忠善（父）
- 井上正就の娘（母）

正室
- 梅子、清光院 ー 前田利次の娘

子女
- 水野忠直（長男）
- 水野忠盈（次男）生母は清光院（正室）
- 水野忠之（四男）生母は清光院（正室）
- 水野重富（六男）